# محافظة خون كاين
محافظة خون كاين أو تنطق كون كين (بالتايلندية: ขอนแก่น) و(بالإنجليزية: Khon Kaen)‏ هي واحدة من محافظات تايلاند الخمس والسبعين تجاور محافظة نونغبوا لامفو ومحافظة ودون تاني ومحافظة كالاسين ومحافظة ماها ساراخام ومحافظة بوريرام ومحافظة ناخون راتشاسيما ومحافظة تشايافوم ومحافظة تشومفون ومحافظة لويي.

## الجغرافيا
تقع المحافظة في قلب هضبة كورات ويتدفق بها نهر تشي.

## تاريخ
يعود تاريخ أول مدينة إلى عام 1783 ميلادي ويذكر انه أول حاكم للمنطقة هو راما الأول.

## التقسيمات الادارية
تنقسم المحافظة إلى 26 مقاطعة رئيسية التي بدورها تنقسم إلى. 198 بلدية و 2139 قرية
| 1. موانج خون كاين 2. بان فانغ 3. فري يوين 4. نونغ روا 5. شام فري 6. سي تشومفو 7. نام فونغ 8. أوبولراتانا 9. كرانوان 10. بان فأي | 1. بوياي نوي 2. فون 3. واينج ياي 4. واينج نوي 5. نونغ سونغ هونغ 6. فو وينج 7. مانشا خيري 8. تشونابوت 9. خاو سوان كوانغ 10. فاي فاي مان | 1. سام سونغ 2. خوك فاو تشاي 3. خام نا نونغ 4. بان هيت 5. نون سيلا 1. وينج كو |

## النقل
المحافظة ترتبط بشبكة السكك الحديدة التي تربط المحطة الرئيسية في المحافظة بالعاصمة بانكوك، تتوفر محطتان للحافلات العامة التي توفر رحلات يوميا للمحافظات الأخرى. يخدم المحافظة مطار خون كاين.

## توأمة
- الصين ناننينغ قوانغشي الصينية 2001

## أعلام
- بونساق سونسانغ
- بانا ريتيكراي
- مونغكول توساكراي